# Катастрофа Ан-24 під Дніпропетровськом
У неділю 3 серпня 1969 року поблизу села Преображенка Криничанського району Дніпропетровської області зазнав катастрофи Ан-24Б компанії «Аерофлот», в результаті чого загинуло 55 осіб.

## Літак
Ан-24Б з бортовим номером 46248 (заводський — 77303206) був випущений заводом Антонова 23 березня 1967 року. На момент катастрофи мав у цілому 4557 годин нальоту і 4789 зльотів-посадок.

## Катастрофа
Літак повинен був виконувати рейс Н-826 за маршрутом Ворошиловград — Дніпропетровськ — Вінниця — Львів. Пілотував його екіпаж, до складу якого входили: командир В. А. Капуловський, другий пілот В. В. Синіцин і бортінженер В. Н. Гавриленко. У салоні працювала стюардеса В. Я. Скрит. О 15:47 авіалайнер вилетів з Дніпропетровського аеропорту. На борту судна перебував 51 пасажир: 42 дорослих і 9 дітей.
Під час польоту погодні умови над Дніпропетровською областю були наступні: хмарність 4-6 балів, купчасті з нижньою кромкою 1500 метрів і верхньою — 2700 метрів, видимість 10 кілометрів. О 15:58 екіпаж доповів диспетчеру про заняття ешелону 3600 метрів (призначений за маршрутом — 5100 метрів). У відповідь диспетчер дав дозвіл зайняти ешелон 4200 метрів. Про досягнення даної висоти екіпаж не доповів, тому о 16:06 диспетчер сам спробував зв'язатися з бортом, однак відповіді не було.
Ан-24 проходив висоту 4000 метрів, коли на лівому повітряному гвинті відірвалася одна з лопатей (№ 2) і вдарилася об фюзеляж в районі 10-11 шпангоутів. Пробивши обшивку, вона пошкодила тяги управління кермом висоти, напрямку і елеронами. Через дисбаланс лівий гвинт відірвався разом з частиною редуктора. Повністю втративши управління, літак з лівим креном почав знижуватися, а потім, у міру збільшення швидкості і крену, почав входити в круту спіраль. Зробивши півтора витка, близько 16:00 авіалайнер під кутом 45-50 ° і зі швидкістю 500-550 км / год врізався в землю і вибухнув. Ан-24 впав у Дніпропетровській області поблизу села Преображенка Криничанського району (за іншими даними — селища Васильківка Васильківського району). Лопать гвинта, що відірвалася, виявили за 4,5 км від місця падіння літака, а лівий гвинт — за 1120 м від лопаті і в 4 км від літака. Всі 55 осіб на борту літака загинули.

## Причини
Комісія дійшла висновку, що лопать відокремилася через механічну втому при наявності пошкоджень корозійного типу.